# Saurimo kommun
Município Saurimo är en kommun i Angola.   Den ligger i provinsen Lunda Sul, i den nordöstra delen av landet, 800 km öster om huvudstaden Luanda.
I omgivningarna runt Município Saurimo växer huvudsakligen savannskog. Runt Município Saurimo är det mycket glesbefolkat, med 2 invånare per kvadratkilometer.